# Station Zawidów
Station Zawidów is een spoorwegstation in de Poolse plaats Zawidów.